# 糖胶树碱
糖胶树碱是一种含氮有机化合物，化学式C21H26N2O4，是西非鸡骨常山属植物（Alstonia boonei）中提取的活性生物鹼。